# Sivapur
Sivapur (nep. ठाकुरबाबा नगरपालिका) – gaun wikas samiti w zachodniej części Nepalu w strefie Bheri w dystrykcie Bardiya. Według nepalskiego spisu powszechnego z 2001 roku liczył on 988 gospodarstw domowych i 7423 mieszkańców (3688 kobiet i 3735 mężczyzn).